# John Mintoff
John Mintoff (23 agosto 1988) è un ex calciatore maltese.

## Carriera

### Club
Ha giocato nella massima serie del campionato maltese con varie squadre.

### Nazionale
Con la nazionale maltese ha esordito nel 2012.

## Palmarès

### Club

#### Competizioni nazionali
- Coppa di Malta: 1

Sliema Wanderers: 2008-2009
- Supercoppa di Malta: 1

Sliema Wanderers: 2009